# Captain Tsubasa Zero: Kimero! Miracle Shot
Captain Tsubasa Zero: Kimero! Miracle Shot es un videojuego de simulación de fútbol para dispositivos móviles iOS y Android. Está basado en la franquicia de manga y anime Captain Tsubasa. Su lanzamiento en Japón se llevó a cabo el 18 de octubre de 2018.
Es un videojuego de fútbol y estrategia en tiempo real, que cuenta con modelos tridimensionales de los personajes creados por el mangaka Yoichi Takahashi. El modo historia del juego narra las aventuras de Tsubasa y compañía, desde sus inicios hasta los distintos campeonatos internacionales disputados con la selección de Japón.
El juego cerró el 29 de junio de 2022.

## Modos de juego
El juego cuenta con un modo de juego llamado "Match", en el que el jugador puede crear su propio equipo de fútbol y seleccionar a los jugadores que lo integran. El jugador puede aumentar las estadísticas de los personajes al subirlos de nivel y obtener las llamadas "Scene Cards", las cuales permiten realizar movimientos especiales durante los partidos. El modo historia del juego se denomina "Main Scenario", un modo campaña en el que el usuario experimenta los sucesos acontecidos en la serie de televisión y observa la evolución en la carrera futbolística de Tsubasa y sus amigos, incluyendo también algunas subtramas originales.